# Auguste Leroux

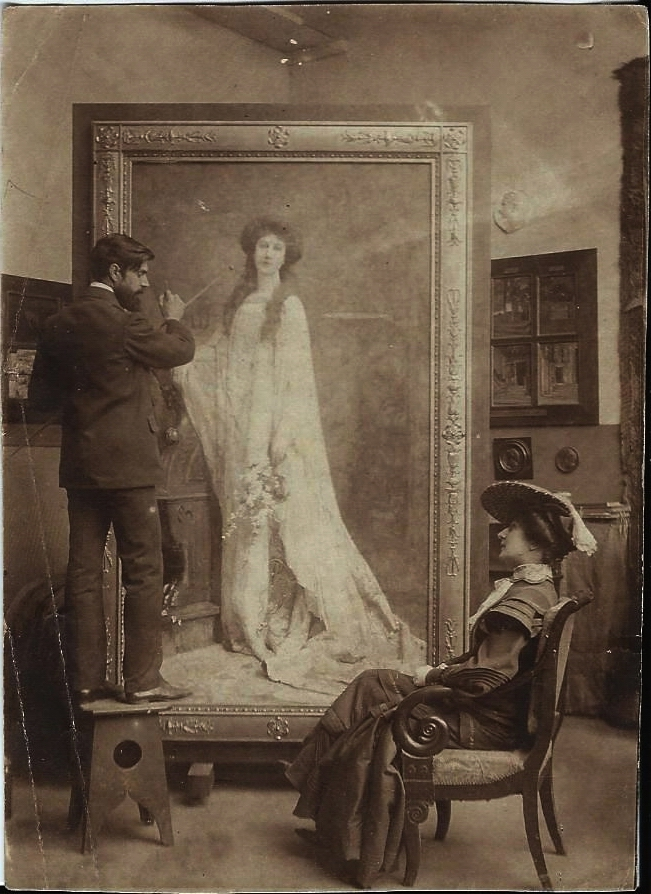
Auguste Leroux en su taller.

Auguste Leroux (París, 14 de abril de 1871-Ibidem, 26 de marzo de 1954) fue un pintor e ilustrador francés.

## Biografía

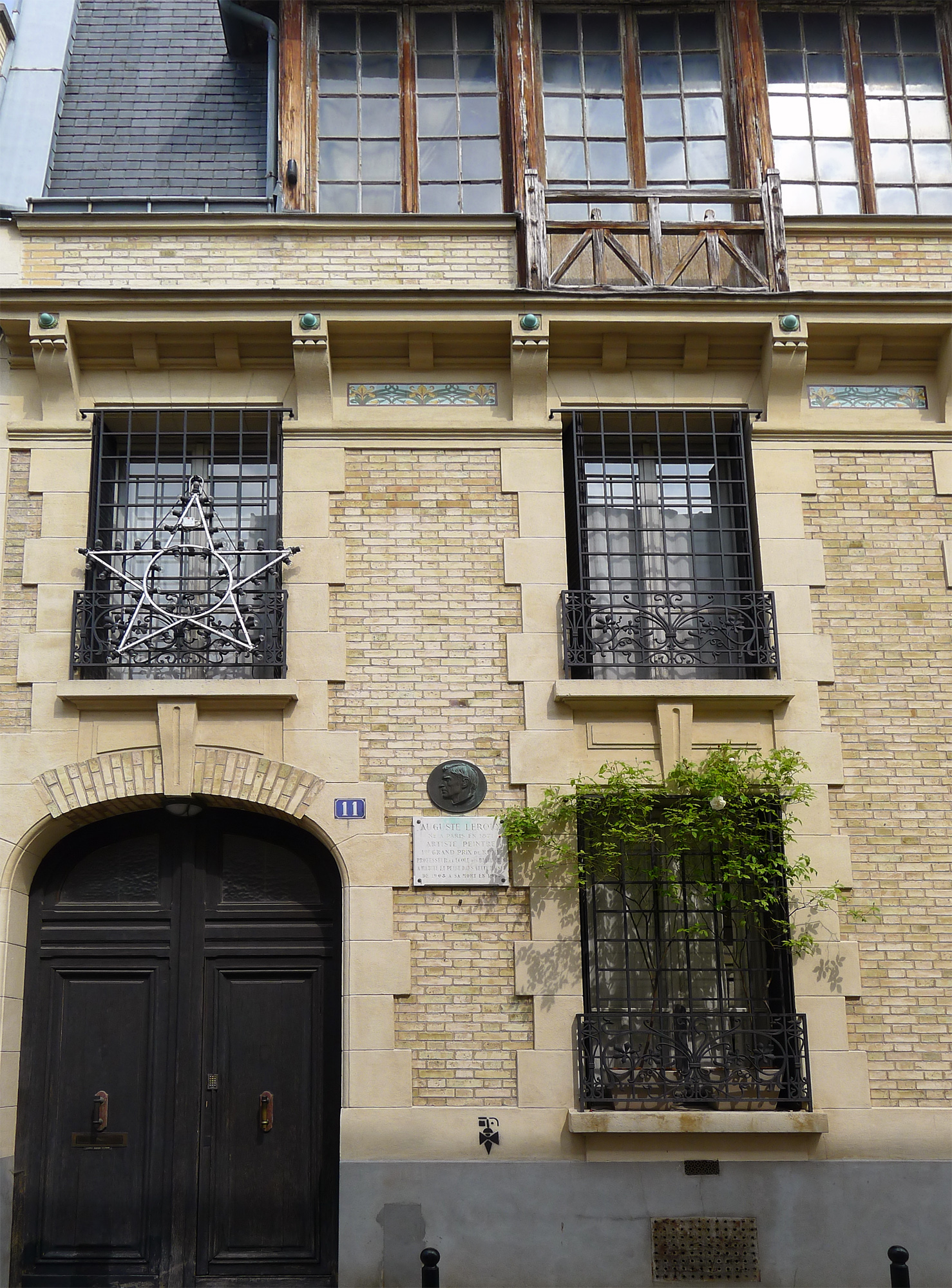
Casa donde vivió el pintor con su familia.

Auguste Leroux realizó sus estudios de dibujo en la Escuela Nacional de Artes Decorativas de París donde realiza diseño de moda e ilustraciones infantiles, luego es admitido en 1892 en la Escuela de Bellas Artes de París en el estudio de Léon Bonnat (1833-1922) . Allí obtuvo una tercera medalla de dibujo en enero de 1892, una segunda medalla en julio y una segunda medalla en noviembre del mismo año. Realizó su servicio militar con el 46.º Regimiento de Infantería en Fontainebleau. De regreso a París en septiembre de 1893, ganó el premio de figura en noviembre y, en marzo de 1894, el premio torso. Compitió por el Prix de Rome en 1894 y ganó el primer gran premio con «Judith entregando la cabeza de Holofernes a los habitantes de Betulia» (conservada en la Escuela Nacional de Bellas Artes de París).
Luego se fue a la villa de los Médici en Roma a pasar tres años de estudio de 1895 a 1898 en compañía del pintor Adolphe Déchenaud y del músico Henri Rabaud. En la villa se encontrará con el músico Henri Busser con el que hará amistad y le hará un retrato. Expuso en el Salón de Artistas Franceses a principios de 1898. Ganó una medalla de bronce en la Exposición Universal de 1900.
Auguste Leroux participa en la decoración de varios edificios públicos así como en algunos de los mosaicos de la Basílica del Sagrado Corazón de París con las cuatro figuras de Santo Domingo de Guzmán, San Bernardo de Claraval, Jean Eudes y Louis-Marie Grignion de Montfort para la capilla de la Virgen.
Auguste Leroux se casó con Clotilde Morel en 1906.
En 1908, se mudó con su esposa a una mansión privada en el distrito Petit-Montrouge, en el (distrito 14) de París, en el número 11 de la villa d'Alésia, distrito entonces habitado por muchos artistas. El último piso de la casa, cubierto con un gran techo de cristal, se convierte en su taller. Allí vivió hasta el final de su vida rodeado de su esposa y sus tres hijos.
Profesor de la Escuela de Bellas Artes de París durante 30 años, miembro del jurado y del comité de la Sociedad de Artistas Franceses desde 1904, profesor de dibujo en la Academia de la Grande Chaumière, fue nombrado caballero de la Legión de honor.
Expuso en varias galerías parisinas, incluyendo la galería Allard, la galería Georges Petit, la galería Charpentier y galería Mona Lisa.
Murió en París el 26 de marzo de 1954. El escultor Claude Grange, presidente del Instituto de Francia, pronunció su panegírico el 31 de marzo de 1954. En su casa, el número 11 de la villa d'Alésia, hay un medallón conmemorativo realizado por Enrique Pérez Comendador.

## Su familia
Auguste Leroux tuvo tres hijos. Les dio a todos una formación artística completa:
- Magdalena Leroux De Pérez Comendador, de soltera Madeleine Leroux (París, 1902-Hervás, 1984),[9] alumna de su padre y de Ferdinand Humbert (1842-1936) en la Escuela de Bellas Artes de París. Expuso en el Salón de los Artistas Franceses en 1923 («Soir d'été au Carrousel»[10]) Medalla de oro en el Salón de los Artistas Francés de 1926, obtuvo el segundo gran premio de Roma en 1927 por su «Stylite». Continúa su formación en la Casa de Velázquez en Madrid y se casa en 1931 en París con el escultor español Enrique Pérez Comendador (1900-1981). Luego siguió una carrera con su marido en España (exposiciones en Madrid, Barcelona, París, El Cairo…). Hay un museo dedicado a ella y a su marido en Hervás, provincia de Cáceres.[11]
- Lucienne Leroux (1903-1981), alumna de su padre y Ferdinand Humbert (1842-1936) en la Escuela de Bellas Artes de París, compitió por el Premio de Roma de 1926 donde obtuvo una mención por su «Ninfa dormida», luego presentada sin éxito en 1927. Obtuvo una medalla de plata en el Salón de Artistas Franceses en 1924 y una medalla de plata en la Exposición Internacional de París de 1937. Fue residente de la Casa de Velázquez de Madrid en 1935. Pintora de composición, de influencia clásica, su toque es a veces más neoimpresionista («En el río», 1920)[12] España fue una gran fuente de inspiración para ella. Se dedicó a la docencia en Dijon y luego en la región de París.
- André Leroux (París 1911-Nogent sur Marne 1997). Pintor francés.